# Dario Cioni

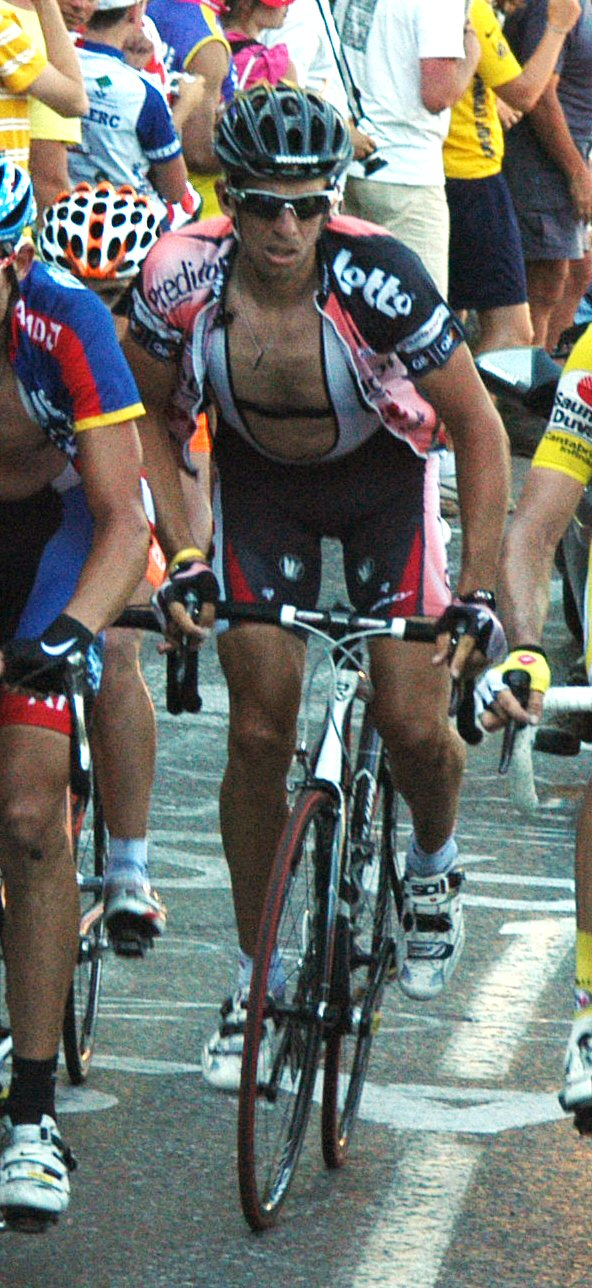
Dario Cioni

Dario Cioni (2 de dezembro de 1974, Reading, Inglaterra) é um ciclista profissional que defende as cores da Itália.